# Montigny-sur-Chiers
Montigny-sur-Chiers é uma comuna francesa na região administrativa do Grande Leste, no departamento de Meurthe-et-Moselle. Estende-se por uma área de 9.36 km², e possui 474 habitantes, segundo o censo de 2018, com uma densidade de 51 hab/km².